# Comuna Bălăbănești, Galați
Bălăbănești este o comună în județul Galați, Moldova, România, formată din satele Bălăbănești (reședința), Bursucani, Lungești și Zimbru. Se află în Podișul Covurluiului, la o altitudine de 126 m deasupra nivelului mării. Are o suprafață de 25,7 km². Populația este de 1.863 locuitori, determinată în 1 decembrie 2021, prin recensământ, chestionar.

## Așezare
Comuna se află în extremitatea nordică a județului, la limita cu județul Vaslui, în Podișul Covurlui, pe malul drept al râului Jărăvăț. Dealul Foișor (305 m) din comună este cel mai înalt vârf din județul Galați. Este străbătută de șoseaua națională DN24D, care leagă Galațiul de Bârlad. Din acest drum, la Bursucani se ramifică șoselele județene DJ242A, care duce spre est la Rădești, Berești, Berești-Meria și Cavadinești (unde se termină în DN26); și DJ254C, care duce spre sud-vest la Drăgușeni. Tot din DN24D, la Bălăbănești se ramifică șoseaua județeană DJ251B, care duce spre sud la Bălășești, Cerțești și Corod. Prin comună trece și calea ferată Galați-Bârlad, pe care este deservită de stația Lungești.

## Istorie
5 decembrie 1460 este data atestării documentare a satului Bălăbănești. De la Războiul de Independență, mai bine de 200 de bălăbăneșteni au murit în războaie luptând în armatele României.  În folclorul local, satul de reședință mai este denumit „Picior de Paris”.
La sfârșitul secolului al XIX-lea, comuna făcea parte din plasa Corodul a județului Tutova și era formată doar din satul de reședință, cu 1350 de locuitori ce trăiau în 349 de case. În comună existau o școală primară de băieți, una de fete și 2 biserici. La acea dată, pe teritoriul actual al comunei mai funcționau comuna Lungești în aceeași plasă; și comuna Bursucani, în plasa Zimbrul a județului Covurlui. Comuna Lungești cuprindea satele Lungești (650 de locuitori în 150 de case) și Miroasa; ea avea, în satul de reședință, 3 biserici și o școală primară de băieți. Comuna Bursucani, cu satele Bursucani și Zimbru, avea o populație de 618 locuitori ce trăiau în 190 de case. În această comună existau 2 biserici construite pe la 1825 și o școală mixtă cu 50 de elevi.
Anuarul Socec din 1925 consemnează desființarea comunei Lungești și trecerea satului ei de reședință la comuna Bălăbănești, care făcea parte din plasa Adam a aceluiași județ, având o populație de 2435 de locuitori. Comuna Bursucani fusese și ea desființată și satele ei arondate comunei Drăgușeni. În 1931, comuna Bursucani a fost reînființată.
În 1950, comuna Bursucani a fost desființată și satele ei au trecut la comuna Bălăbănești, care a fost transferată raionului Bârlad din regiunea Bârlad, apoi (după 1956) raionului Berești și (după 1960) raionului Târgu Bujor din regiunea Galați. În 1968, comuna a trecut la județul Galați și a preluat și satele comunei Rădești, desființată. Comuna Rădești s-a separat din nou în 2004.

## Demografie
Componența etnică a comunei Bălăbănești
     Români (94,42%)
     Alte etnii (0,21%)
     Necunoscută (5,37%)
Componența confesională a comunei Bălăbănești
     Ortodocși (94,1%)
     Alte religii (0,38%)
     Necunoscută (5,53%)
Conform recensământului efectuat în 2021, populația comunei Bălăbănești se ridică la 1.863 de locuitori, în scădere față de recensământul anterior din 2011, când fuseseră înregistrați 2.080 de locuitori. Majoritatea locuitorilor sunt români (94,42%), iar pentru 5,37% nu se cunoaște apartenența etnică. Din punct de vedere confesional, majoritatea locuitorilor sunt ortodocși (94,1%), iar pentru 5,53% nu se cunoaște apartenența confesională.

## Politică și administrație
Comuna Bălăbănești este administrată de un primar și un consiliu local compus din 11 consilieri. Primarul, Marius-Gicu Ciocan[*], de la Partidul Social Democrat, este în funcție din octombrie 2020. Începând cu alegerile locale din 2024, consiliul local are următoarea componență pe partide politice:
|  | Partid                          | Consilieri | Componența Consiliului | Componența Consiliului | Componența Consiliului | Componența Consiliului | Componența Consiliului | Componența Consiliului | Componența Consiliului |
|  | ------------------------------- | ---------- | ---------------------- | ---------------------- | ---------------------- | ---------------------- | ---------------------- | ---------------------- | ---------------------- |
|  | Partidul Social Democrat        | 7          |                        |                        |                        |                        |                        |                        |                        |
|  | Partidul Național Liberal       | 3          |                        |                        |                        |                        |                        |                        |                        |
|  | Alianța pentru Unirea Românilor | 1          |                        |                        |                        |                        |                        |                        |                        |

## Personalități
- Sfântul Rafail (prăznuit pe 21 iulie) – părintele Rafail s-a născut(1560 după unele surse) prin aceste locuri, la Bursucani, astăzi localitate în comuna Bălăbănești, județul Galați. Era cinstit încă din veacul al XVII-lea ca sfânt și se cunoaște că însuși Sfântul Mitropolit Dosoftei al Moldovei (1624-1693) a căutat Sfintele sale Moaște spre a le săruta și închina. Apare pomenit în Condica Sfântă și în pomelnicele vechi, unde este numit Fericitul Stareț Rafail.[20]
- Gheorghe Tașcă (n. 30 ianuarie 1875, Bălăbănești, județul Tutova (azi județul Galați) - d. 12 martie 1951, Sighet, județul Maramureș), economist, om politic, profesor de economie politică, rector al Academiei de Înalte Studii Comerciale, membru corespondent al Academiei Române, victimă a regimului comunist din România.
- Ștefan Procopiu (n.19 ianuarie 1890, Bârlad – d. 22 august 1972, Iași), copilăria și vacanțele și le petrece la Bălăbănești împreună cu numeroșii săi frați și verișori. Savant, profesor la Universitatea Al. I. Cuza din Iași, are importante contribuții în studiul magnetismului, electricității și opticii.[21][22]
- Alexandru T. Balaban (n. 2 aprilie 1931, Timișoara) - este fiul lui Teodor Balaban din Bălăbănești. Bunicul Gheorghe Balaban a fost învațător în comună. Soția bunicului Gheorghe este descendentă a familiei Tașcă. În copilărie, vacanțele de vară și le petrece printre dealurile Tutovei (Odaia Bursucani, Bălăbănești). Începând din 1956 până în 1999 a îndeplinit următoarele funcții: asistent, lector, conferențiar și profesor la Catedra de Chimie Organică a Facultății de Chimie Industrială din București. În paralel a fost cercetător principal și șeful laboratorului de compuși organici marcați izotopic din Institutul de Fizică Atomică, București, 1967-1974. În perioada 1967-1970 a fost cercetător senior la Divizia de Chimie a Agenției Internaționale pentru Energia Atomică (AIEA) din Viena, coordonând programul de compuși radiofarmaceutici. A condus peste 40 de teze de doctorat în chimie organică și chimie teoretică susținute la Universitatea Politehnică București. A fost director al Centrului de Scientică și Scientometrie, București, 1996-1999. Din 2000 și până în prezent este profesor la Texas A&M University, Galveston, Texas, SUA. A fost ales membru corespondent al Academiei Române în 1963 și academician în 1990. În perioada 1995-1998 a fost desemnat vicepreședinte al Academiei Române. A fost ales membru al Academiei Mondiale a Chimiștilor Organici Teoreticieni, Paris, 1983, al Academiei Europene de Știinte, Arte și Litere, Salzburg, 1997, președinte al Academiei Internaționale de Chimie Matematică, Dubrovnik, 2005-2008 și membru de onoare al Academiei de Știinte Ungare, 2001. Pentru activitatea științifică depusă a fost recompensat cu următoarele distincții: premiul Nicolae Teclu al Academiei Române, 1962 și premiul Herman Skolnik al Diviziei de Informatică Chimică a Societății Americane de Chimie, 1994. A primit titlul de Doctor Honoris Causa al Universității de Vest, Timișoara, 1997. În 1999 a fost desemnat cetățean de onoare al Municipiului Petroșani. A colaborat pe perioade scurte cu: Universitatea Tehnică Braunschweig, 1973; Catedra de Chimie Teoretică “Wilhelm Ostwald” a Universității din Leipzig, 1989-1990; Școala Normală Superioară, Paris, 1996; Universitatea Medicală Harvard, SUA, 1995; Departamentul de Chimie Farmaceutică al Universității din Richmond, Virginia, SUA, 1992. Universitatea Texas A&M, Galveston, Texas, 1992, 1993, 1994. Este autor sau coautor pentru nouă cărți și editor pentru alte opt cărți de specialitate (primele cărți din lume despre săruri de piriliu, metateza alchenelor, aplicații chimice ale teoriei grafurilor, indici topologici bi- sau tridimensionali, și anulene cu izomerii lor de valență). Este autorul a peste 60 de capitole de cărți și a peste 700 articole publicate în periodice știintifice. Deține 25 de brevete, din care 5 in SUA. Este redactor sau membru în comitetele de redacție ale mai multor periodice științifice din România și din străinătate[23].

- George Felix Tașcă (n. 2 aprilie 1914, București - d. 2000 București/în.Bălăbănești) – jurist, economist și genealogist. A fost membru fondator al Institutului Român de Geneologie și Heraldică “Sever Zotta” din Iași. Este cetățean de onoare al comunei fiind cel mai de seamă cercetător al istoriei acestor meleaguri și autorul a numeroase lucrări dedicate bălăbăneștenilor. Amintim: “Răzeșii de Bălăbănești”, “Bălăbănești - Contibuții documentar istorice”, “Neamul nostru Tășculesc”, “Un tribun al răzeșilor din Bălăbănești - Marele căpitan Constantin Balaban (1780-1845)”, etc.

- Nicolae Pământ – A activat mai bine de 30 de ani ca profesor de istorie-geografie la școala "Gheorghe și Maria Tașcă", din Bălăbănești. Este coautor al "Monografiei comunei Bălăbănești" și al antologiei de poezie patriotică "O țară mândră ca niciuna". A obținut Diploma de Onoare cu echipa "Bogdan Vodă" din Bălăbănești pentru purtare exemplară și atitudine cercetășească în taberele pe țară din anii 1994-1995. Este autorul a numeroase studii și articole despre com. Bălăbănești și colaborator permanent al publicației on-line "Xpress Bălăbănești".

- Lică Rugină (n. 28 martie 1934, Bursucani – com. Cavadinești actualmente com. Bălăbănești – d. 18 decembrie 2008, Galați), profesor/ziarist/ prozator a fost distins cu multiple premii de-a lungul cariei sale fiind de asemeni recompensat pentru întreaga sa activitate cu titlul de cetățean de onoare al orașului Galați. A debutat în anul 1985, la București, edit. "Cartea Românească", cu lucrarea "Sarea la vremea ei". Culegerea de povestiri "Vasile cel neluat în seamă" – 1990 și romanul ”Diminețile Evei” – 1993 sunt lucrări apreciate de cititor care i-au adus consacrarea. A fost înmormântat lângă părinții săi, la Bursucani.[24]

- Ion Zimbru (cătunul Zimbru, Bălăbănești) - poet, eseist, scriitor, membru al Uniunii Scriitorilor din România. Scrie versuri, eseuri, articole diverse și interviuri în revistele: "Noduri și semne", "Viața liberă", "Cronica literară", "Luceafărul", "Dominus", "Imparțial", "Convorbiri literare", etc. Întreține zilnic rubrica "Nec Plus Ultra" în cotidianul "Viața liberă" din Galați [25].

- Constantin Butunoi (n. 1946, Bălăbănești, Galați) – ofițer de carieră, poet. A absolvit liceul militar la Câmpulung Moldovenesc, apoi Școala Superioară Militară din Brașov, promoția 1968. În 1981, este detașat la Arad, oraș în care se stabilește definitiv. Preocupări literare a avut de timpuriu. S-a evidențiat în perioada arădeană, când a publicat în revistele "Orizont" din Timișoara, "Luceafărul" din București sau în publicații militare. A fost distins cu premiul al II-lea "Mihai Eminescu", Oradea, 1993 și premiul Fundației Culturale "Ioan Slavici",1997, pentru volumul "Poeme într-un fel".

- Silvia Adamek– este autoare a numeroase volume de proză scurtă de o valoare inestimabilă pentru comuna Bălăbănești. Amintim volumul "Luiza îndrăgise otrava", editura Arania, 2006, Brașov - o lucrare în care "zece povestiri păstrează un echilibru perfect între epic și liric, unda tradiționalistă păstrându-se doar atât cât să facă saltul la modernul care nu refuză efuziunea sentimentală, dar nici nu acceptă modernismul coleric, la modă cumva prin niscaiva spații literare".[26]

- Neculaiu Balaban – din 1968, activează ca învațător la școala gimnazială din Bursucani. Timpul liber și l-a dedicat sculpturii în lemn. Lucrările domniei sale reprezintă obiecte și personaje de basm din operele “Punguța cu doi bani”, “Fata moșului și fata moșneagului”, etc., chipuri de domnitori: Mihai Viteazul, Vlad Țepes, Avram Iancu, Tudor Vladimirescu și sculpturi ce descriu diferite evenimente sau activități: “Poarta Românească”, “Învățătorul”, etc [27].

- Ioan Burghelea (n. iulie 1947, Bălăbănești, Galați) – este absolvent al Universitatii “Al. I. Cuza”, Iași (Facultatea de Fizică). Și-a început cariera de dascăl la "Liceul de Cultură Generală" din Moinești, jud.Bacău. Este autorul a numeroase culegeri de fizică: Fizică Electricitate, Fizică Mecanică, Fizică Moleculară Oscilatorie, etc. La dispariția prematură a profesorului Burghelea, foștii elevi și colegi afirmau: "Munca sa neștiută, rămasă în manuscris, cărțile de specialitate – modernizate ca metoda și conținut, articolele publicate – rezultat al laborioasei sale activități de cercetare, stau mărturie gestului sublim de distribuire de sine în folosul celorlalți. …Timpul nu a mai avut răbdare…."

- Ioan Baicu (n. 16 ianuarie 1952, Bălăbănești, Galați) – absolvent al Facultății de Mecanică, secția T.C.M., Universitatea "Dunărea de Jos" din Galați, promoția 1975, prof.dr.ing. – șef de catedră, stagiul de doctorat, finalizat prin teza intitulată "Cercetări privind utilizarea modelării 3D pentru algoritmizarea profilării sculelor așchietoare" cu calificativul "foarte bine", în iunie 2002. Este autorul a numeroase lucrări de specialitate: "Grafică pe calculator – AutoCAD", editura Scorpion, ISBN 973-85803-1-5, 137 pagini, Galați, 2002; "Grafică pe calculator – Aplicații AutoCAD", editura Scorpion, ISBN 973-85803-7-4, 153 pagini, Galați, 2002; În calitate de coautor și-a adus aportul la realizarea lucrării "Metode numerice pentru profilarea sculelor", vol. VIII – Metoda modelării solide, editura Universității "Dunărea de Jos" din Galați, 179 pagini, Galați, 2002.

- Cornel Coroi - este născut la Bălăbănești, nu departe de biserica Sf. Voievozi într-un loc pitoresc de pe Valea Frumoasei, numit Fundatură. Se afirmă prin muncă și talent ca interpret al cântecului popular românesc. A urmat cursurile Școlii Populare de Arte pe care o absolvă cu nota zece. Colaborează cu Radioul și Televiziunea Romană, de mai bine de douăzeci de ani performând ca solist profesionist de muzică populară. Este un artist deosebit de apreciat în comună, cu dese apariții pe micul ecran fiind totodată autorul și interpretul cântecului popular - "Bălăbănești sat iubit".

- Mihai Baicu – A deținut gradul de colonel în Armata Română. Este autor de poezie patriotică creștină. Amintim câteva din creațiile domniei sale: "Scrisoare din Moldova"[ Și veac de veac strămoșii și părinții /Au stat aici vrăjmașilor în cale; / Cu chipul lor sunt zugrăviți toți sfinții / Din vechile zidiri voievodale.], "Gânduri de Anul Nou", "Mărie ție, Voievod și Domn!", etc.

- Daniela Gîfu (n. 10.01.1973, Bârlad) – copilăria și-o petrece la Bălăbănești ("sunt legată sufletește cam de tot ce ține de Bălăbănești, fiindcă am copilărit acolo, vară de vară …"). Este nepoata familiei Hiliuță Gheorghe și Ecaterina (cunoscută drept Tinca). Este licențiată în Fizică, 1997 – Universitatea “Al. I. Cuza”, Iași, Facultatea de Fizică. Obține titlul de Doctor în Filozofie, 2010 – Universitatea “Al. I. Cuza”, Iași – Facultatea de Filosofie. Este autoarea a două volume: "33. Jurnal de inițiere spirituală", 2008, Ed. Limes și "eu, tu si El (oglindiri spirituale)", 2009, Ed. Limes. A publicat zeci de articole pe teme de cultură și educație în revistele: "Cetatea Culturală", "Adevărul de Cluj", "Curierul Primăriei", "Vulturul Brâncovenesc", "Tricolorul", etc. Este coautoare la volumul "Mărturisire de credință literară", 2008, Ed. Carpathia Press, București [28]

- Aristide Peride (1848 - 1906), medic, primul profesor de anatomie al Facultății de Medicină din Iași.

- Doi căpitani celebri au adus faima și nemurire comunei: Neculai Isac – capitan de mazili din Bălăbănești, eroul si naratorul povestirii "Fântana dintre plopi" de Mihail Sadoveanu și val căpitanul Constatin Balaban considerat de George Felix Tașcă a fi "figura cea mai pregnantă din istoria satului răzeșesc Bălăbănești" [29].